# Marsha Blackburn
Marsha Blackburn (Laurel, 6 de junho de 1952) é uma política e empresária americana servindo como senadora sênior dos Estados Unidos pelo Tennessee desde 2019. Membro do Partido Republicano, Blackburn serviu anteriormente na Câmara dos Representantes dos Estados Unidos, representando o 7º distrito congressional do Tennessee de 2003 a 2019. Ela também foi senadora estadual de 1999 a 2003. A 6 de novembro de 2018, ela tornou-se a primeira mulher a ser eleita para o Senado dos EUA pelo Tennessee, derrotando o ex-governador democrata do Tennessee Phil Bredesen.
Blackburn tornou-se o senadora sênior do estado em janeiro de 2021, quando Lamar Alexander aposentou-se do Senado. Ela é atualmente a republicana sênior mais jovem do Senado. Blackburn é uma republicana do Tea Party que foi descrito como ferrenhamente conservadora.

## Infância e educação

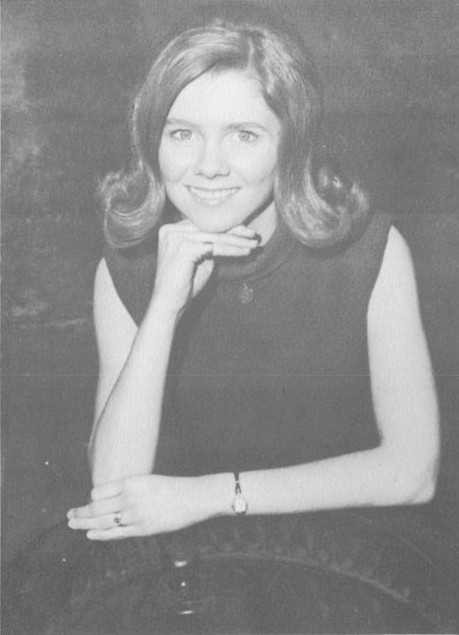
Marsha Wedgeworth, 1969

Marsha Wedgeworth Blackburn nasceu em Laurel, Mississippi, filha de Mary Jo (Morgan) e Hilman Wedgeworth, que trabalhou em vendas e gerenciamento. Blackburn foi vencedora de um concurso de beleza quando ainda estava no colégio. Blackburn frequentou o Mississippi State University com uma bolsa de estudos 4-H, ganhando um bacharelado em economia em 1974.

## Inicio da carreira na política
Em 1973, ela trabalhou como gerente de vendas para a Times Mirror Company. De 1975 a 1978, ela trabalhou na Castner Knott Division da Mercantile Stores, Inc. Em 1978, ela tornou-se proprietária da Marketing Strategies, uma empresa de gerenciamento de eventos de promoção. Sendo, que ela continua a dirigir o negócio.
Blackburn foi uma dos membros fundadores dos Jovens Republicanos do Condado de Williamson. Ela foi presidente do Partido Republicano do Condado de Williamson de 1989 a 1991. Em 1992, ela foi candidata ao Congresso e delegada à Convenção Nacional Republicana de 1992. Ela perdeu a corrida para o Congresso. Em 1995, Blackburn foi nomeada diretora executiva da Comissão de Cinema, Entretenimento e Música do Tennessee pelo governador do Tennessee, Don Sundquist, e ocupou esse cargo até 1997.
Em 1998, ela foi eleita para o Senado do Tennessee, onde serviu até 2003, e chegou a ser a líder da minoria. Em 2000, ela participou do esforço para impedir a aprovação de um imposto de renda estadual.

## Câmara dos Representantes dos Estados Unidos

### Posse

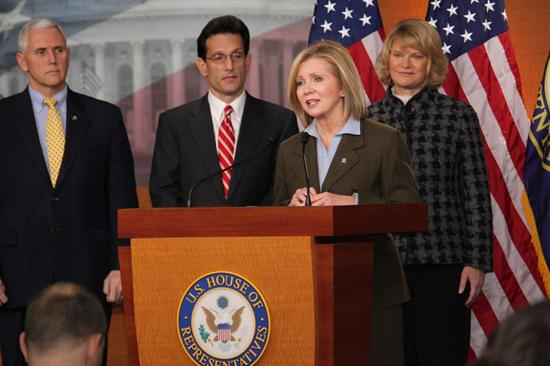
Marsha Blackburn com Mike Pence, Eric Cantor e Cynthia Lummis numa coletiva de imprensa em 2010.

Em 2002, o republicano Ed Bryant desistiu da sua cadeira como Representante dos EUA pelo 7º Distrito do Tennessee para que pudesse concorrer ao Senado. Na eleição primária republicana para a vaga, Blackburn derrotou os outros seis candidatos, incluindo David Kustoff e Mark Norris. Na eleição geral, Blackburn concorreu contra o democrata Tim Barron e foi eleita com 70% dos votos. Em 2004, ela concorreu sem oposição e foi reeleita.
Em 2006, ela concorreu com sucesso a um terceiro mandato na Câmara dos Representantes. Em novembro de 2007, ela concorreu sem sucesso para o cargo de presidente da conferência republicana. Blackburn juntou-se à campanha presidencial de Mitt Romney em 2008 como um conselheira sênior.

### Comités que pertencia
- Comissão do Orçamento[18]
- Comissão de Educação e Força de Trabalho[19]
- Comitê de Energia e Comércio[14]
  - Subcomitê de Comércio, Fabricação e Comércio , vice-presidente
  - Subcomitê de Comunicações e Internet , presidente[20]
  - Subcomitê de Saúde[14]
  - Subcomitê de Supervisão e Investigações,  vice-presidente - Comércio, Fabricação e Comércio[14]
- Comitê do Judiciário[21]
- Comitê de Supervisão e Reforma do Governo[21]
- Selecione Painel Investigativo sobre Paternidade Planejada , presidente[22]

## Posições políticas
Blackburn é uma republicana do Tea Party. Ela foi descrita como ferrenhamente conservadora, e descreve-se como "uma conservadora obstinada do Tennessee". Ela pontuou 100% na American Conservative Union 's 2004, 2005, 2007, 2009 Ratings of Congress. De acordo com GovTrack, um site que rastreia as histórias e posições dos congressistas, Blackburn foi classificado como o membro mais ideologicamente conservador do Senado dos Estados Unidos para o ano legislativo de 2019.

## Senado dos Estados Unidos

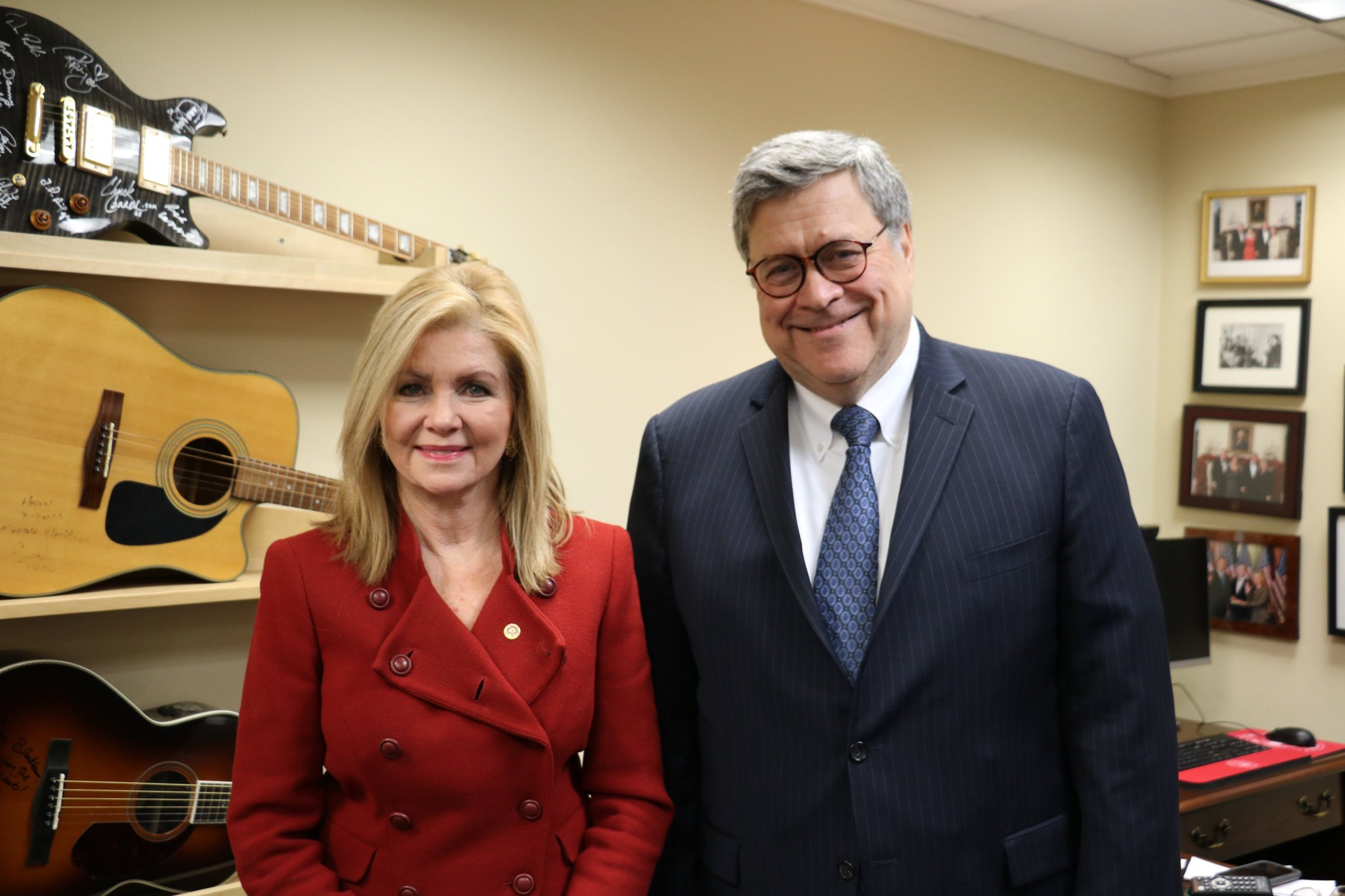
Blackburn com William Barr, em 2019

Em outubro de 2017, o governador do Tennessee, Bill Haslam, recusou-se a concorrer à vaga no Senado de Bob Corker. Pouco depois, Blackburn anunciou a sua campanha pela cadeira. No seu anúncio, ela disse que os republicanos da Câmara estavam frustrados com os republicanos do Senado que eles acreditam que agem como democratas em questões importantes, incluindo Obamacare. No anúncio da sua candidatura, Blackburn descreveu-se como uma "conservadora durona do Tennessee", disse que ela estava "politicamente incorreta" e observou com orgulho que os liberais a caracterizaram-na como uma "noz de asas". Blackburn rejeitou o compromisso e o bipartidarismo, dizendo "Sem compromisso, sem desculpas". Ela também disse que carregava uma arma na bolsa. A 2 de agosto, Blackburn recebeu 610.302 votos (84,48%) nas primárias republicanas, ganhando a indicação de seu partido.
No início da campanha, o atual republicano Bob Corker disse que o oponente de Blackburn, o democrata Phil Bredesen, era "um excelente prefeito, um governador muito bom, um empresário muito bom", que tinha "apelo real" e "apelo cruzado", e que os dois haviam cooperado bem ao longo dos anos. No entanto, Corker disse que votaria em Blackburn e doaria para a sua campanha, e questionou se Bredesen seria capaz de ganhar uma cadeira no Senado num "estado vermelho" como o Tennessee. Após o elogio de Corker a Bredesen, o líder da maioria no Senado, Mitch McConnell, advertiu Corker que tais comentários poderiam custar ao Partido Republicano a sua maioria no Senado. Pouco depois dos comentários de Corker, o presidente Trump tweetou um endosso a Blackburn. Blackburn apoiou amplamente as políticas do presidente Donald Trump, incluindo a do muro na fronteira EUA-México.

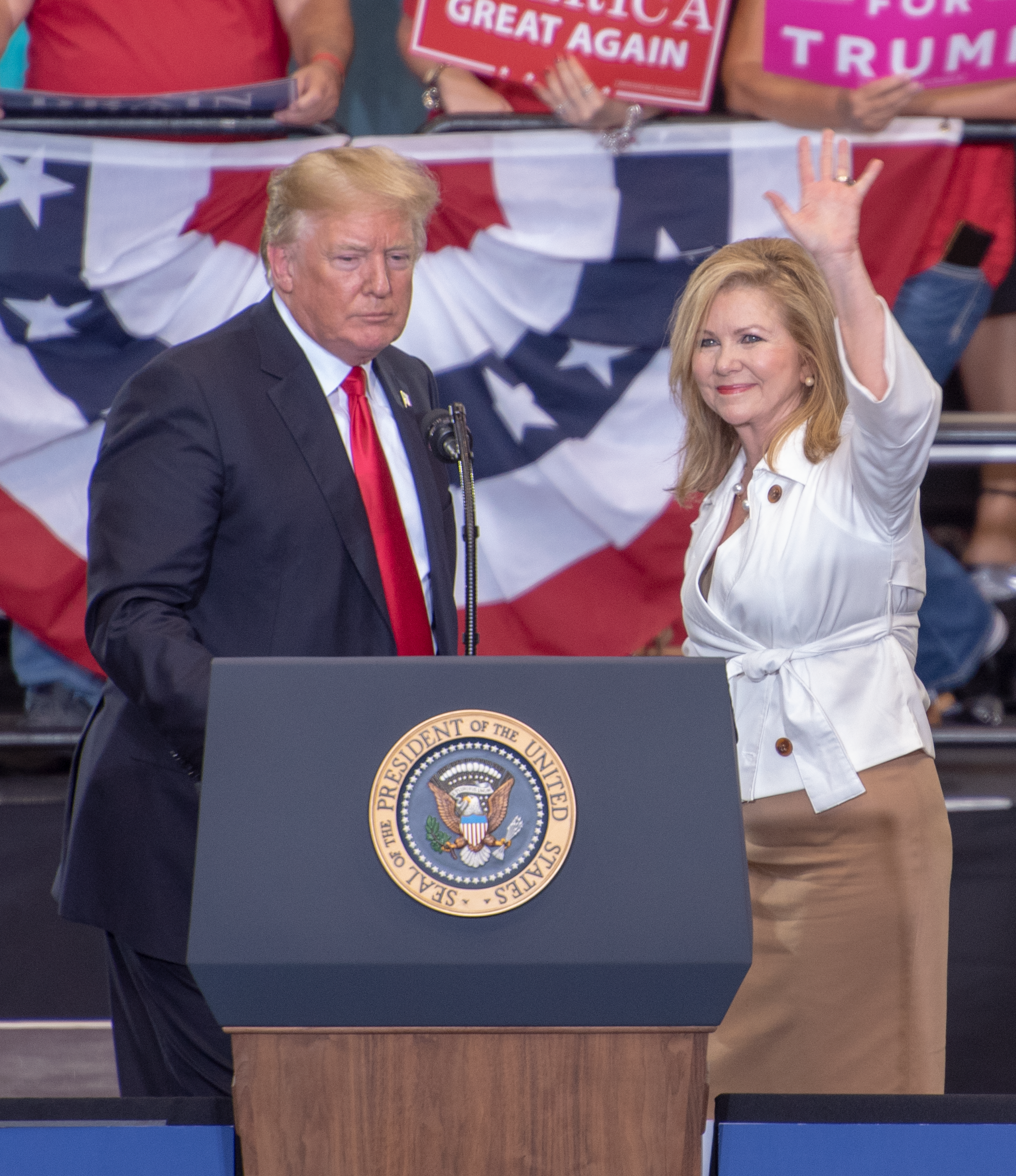
Marsha Blackburn e o presidente Donald J. Trump.

Em outubro de 2018, a cantora e compositora Taylor Swift endossou Bredesen. O endosso foi notável, dado que Swift tinha sido publicamente apolítica, mas manifestou-se porque o "histórico de votação de Blackburn no Congresso a chocou e aterrorizou". Swift compartilhou um link para o site de registro eleitoral não partidário Vote.org, que viu um aumento significativo nas visualizações de páginas e novos registros. O endosso de Swift foi criticado por Donald Trump e também por Mike Huckabee, que disse: "[Ela] tem todo o direito de ser política, mas isso não afetará [a] eleição a menos que permitamos que garotas de 13 anos votem".
Durante a maior parte da campanha, as sondagens mostraram que os dois candidatos quase empataram. No entanto, após as audiências de confirmação da Suprema Corte de Brett Kavanaugh, Blackburn passou à frente de Bredesen. Alguns acreditam que as audiências mobilizaram os eleitores republicanos no estado, embora os democratas de todo o país tenham vencido a Câmara. Blackburn venceu a eleição a 6 de novembro de 2018, levando 54,7% dos votos contra 43,9% de Bredesen, uma margem inesperada. Ela conquistou todos os condados do estado, exceto três (Davidson, Shelby e Haywood ), o maior número de condados já vencido numa eleição aberta para o Senado no Tennessee.

### Comités atribuídos
Blackburn atua nos comités seguintes:
- Comitê de Serviços Armados;
- Comitê de Comércio, Ciência e Transporte;
- Comitê do Judiciário;
- Comitê de Assuntos de Veteranos.